# Àlex Martín Escribà
Àlex Martín Escribà   (Barcelona, 1974) és un escriptor, crític literari i professor universitari català. Es va llicenciar en Filologia Romànica a les universitats de Barcelona i Salamanca i es va doctorar l'any 2010 amb una tesi en literatura policíaca catalana. Ha col·laborat en diversos periòdics i revistes com Serra d'Or, Diari de Tarragona i Le Monde Diplomatique en espanyol, entre d'altres. És professor de llengua i literatura catalanes i cofundador i codirector, junt amb Javier Sánchez Zapatero, del Congrés de Novel·la i Cinema Negre de la Universitat de Salamanca, actiu des del 2004 fins al 2024. Part de la seva activitat investigadora se centra en l'estudi del gènere negre i policíac en llengües catalana i castellana. És director de la col·lecció Crims.cat de l'editorial Alrevés des de 2012. També és crític literari en diverses revistes i mitjans de comunicació. Ha col·laborat en nombroses edicions de llibres, publicacions i articles i ha impartit nombroses conferències en universitats de diferents parts del món. L'any 2005 va guanyar el premi de joves escriptors de la revista Serra d'Or amb l'obra Jaume Fuster: una vida en negre.

## Obres

### Assaig
- Martín, Àlex i Piquer, Adolf (2006). Catalana i criminal: La novel·la detectivesca del segle XX. Palma: Documenta Balear. ISBN 978-84-96376-77-9
- Martín, Àlex i Canal, Jordi (2011). La Cua de Palla: retrat en groc i negre. Barcelona: Alrevés. ISBN 978-84-15098-31-7
- Martín, Àlex (2015). Rafael Tasis, novel·lista policíac. Barcelona: Alrevés. ISBN 978-84-15900-90-0
- Martín, Àlex i Sánchez, Javier (2017). Continuará: sagas literarias en el género negro y policíaco español. Barcelona: Alrevés. ISBN 978-84-16328-88-8
- Martín, Àlex (2018). Jaume Fuster, gènere negre sense límits. Barcelona: Alrevés. ISBN 978-84-17077-34-1
- Martín, Àlex i Canal, Jordi (2019). Trets per totes bandes. vol. 1. L'època clàssica de la novel·la negra i policíaca. Barcelona: Alrevés. ISBN 978-84-17847-04-3
- Martín, Àlex (2020). Escrits policíacs: De "La Cua de Palla" a "Crims.cat". Barcelona: Alrevés. ISBN 978-84-17847-41-8
- Martín, Àlex i Canal, Jordi (2021). Trets per totes bandes. vol. 2. L'època contemporània de la novel·la negra i policíaca. Alrevés. ISBN 978-84-17847-90-6
- Martín, Àlex (2023). Interrogatoris: gènere negre i memòria. Barcelona: Clandestina. ISBN 978-84-19627-19-3
- Martín, Àlex y Sánchez Zapatero, Javier (2024). Veinte años y un día: Ensayos sobre novela negra. Barcelona: Clandestina. ISBN 978-84-19627-53-7